# Marsha Barnes
Marsha E. Barnes (1947) is een Amerikaans diplomaat. Ze was van 2006 tot 2009 ambassadeur in Suriname.

## Biografie
Marsha Barnes studeerde in 1969 af aan het Lake Forest College in Lake Forest in de staat Illinois en vervolgde haar studie aan het National War College van de National Defense University in Washington D.C.
Ze begon haar carrière als viceconsul in Georgetown, Guyana, en werkte verder op diplomatieke posten in Bonn, Berlijn en Moskou. In Washington D.C. had ze verschillende functies, waaronder van 1999 tot 2002 als directeur van het Bureau voor Caraïbische Zaken. Naast het Engels beheerst ze het Nederland, Duits, Frans en Russisch.
Van 8 september 2003 (benoeming op 1 juli) tot 27 juli 2006 was ze ambassadeur voor haar land in Paramaribo, Suriname. In WikiLeaks lekten cables uit waarin Barnes sprak over het positief stemmen van de Surinaamse opinie over de Verenigde Staten, door raakvlakken te onderstrepen. In deze lijn werden Amerikaanse musici naar Suriname gehaald voor het geven van workshops en optredens. Verder beaamde ze dat religieuze intolerantie in Suriname niet wordt toegestaan, al zag ze de harmonie tussen de verschillende bevolkingsgroepen als een stereotypering.